# 小葚孢属
小葚孢属（学名：Sporidesmina）是炭角菌科的一属。

## 下属物种
本属包括以下物种：
- 美小葚孢 Sporidesmina malabarica Subram. & Bhat